# Ennio Girolami
Pour les articles homonymes, voir Girolami.
Ennio Girolami est un acteur italien né le 14 janvier 1935 à Rome et mort le 16 février 2013 à Rome. Il a pour père le réalisateur Marino Girolami et pour frère l'acteur Enzo G. Castellari.

## Biographie
Il est connu dans le rôle de Joe dans Killer Crocodile.

## Filmographie partielle
- 1954 : La Pensionnaire (La spiaggia) d'Alberto Lattuada
- 1957 : Marisa (Marisa la civetta) de Mauro Bolognini
- 1957 : Les Nuits de Cabiria (Le notti di Cabiria) de Federico Fellini
- 1957 : Les Jeunes Maris (Giovani mariti) de Mauro Bolognini
- 1958 : Femmes d'un été (Racconti d'estate) de Gianni Franciolini
- 1959 : I ragazzi dei Parioli de Sergio Corbucci
- 1959 : Quel tesoro di papà (it) de Marino Girolami
- 1959 : Quanto sei bella Roma (it) de Marino Girolami
- 1960 : Caccia al marito de Marino Girolami
- 1960 : Il principe fusto de Maurizio Arena
- 1961 : Un figlio d'oggi (it) de Marino Girolami
- 1962 : Twist, lolite e vitelloni (it) de Marino Girolami
- 1962 : L'ira di Achille de Marino Girolami
- 1964 : Les Motorisées (Le Motorizzate) de Marino Girolami
- 1965 : Les Sentiers de la haine (Il Piombo e la carne) de Marino Girolami
- 1965 : Les Aigles noirs de Santa Fé (Die schwarzen Adler von Santa Fe) d'Ernst Hofbauer
- 1966 : Quelques dollars pour Django (Pochi dollari per Django) de León Klimovsky
- 1967 : Due rrringos nel Texas de Marino Girolami
- 1968 : Sept Winchester pour un massacre (7 Winchester per un massacro) d'E.G. Rowland
- 1968 : Django porte sa croix (Quella sporca storia nel West) d'Enzo G. Castellari
- 1969 : L'Année de la contestation (Don Franco e Don Ciccio nell'anno della contestazione) de Marino Girolami
- 1970 : Le Colt du révérend (Reverendo Colt) de Leon Klimovsky
- 1972 : Decameron proibitissimo - Boccaccio mio statte zitto... de Marino Girolami
- 1976 : L'Autre côté de la violence (Roma l'altra faccia della violenza) de Franco Martinelli
- 1980 : Cobra (Il giorno del cobra) d'Enzo G. Castellari
- 1981 : La Mort au large (L'ultimo squalo) d'Enzo G. Castellari
- 1982 : Ténèbres (Tenebre) de Dario Argento
- 1982 : Les Nouveaux Barbares (I Nuovi barbari) d'Enzo G. Castellari
- 1982 : Giggi il bullo (it) de Marino Girolami
- 1989 : Killer Crocodile de Fabrizio De Angelis
- 1989 : Sinbad (Sinbad of the Seven Seas) d'Enzo G. Castellari